# College of Europe
College of Europe (francouzsky Collège d’Europe) je postgraduální institut evropských studií s hlavním kampusem v Bruggách a s menším kampusem ve Varšavě (Natolin). Institut byl založen roku 1949 předními evropskými osobnostmi a Otci zakladateli Evropské unie, včetně Salvadora de Madriaga, Winstona Churchilla, Paul-Henriho Spaaka a Alcida de Gasperi, jako jeden z výsledků Kongresu v Haagu v roce 1948, s cílem „podněcovat duch solidarity a vzájemného porozumění mezi všemi národy západní Evropy a poskytovat výuku těm, kteří tyto hodnoty obhajují“ a „vychovat elitu mladých výkonodárců pro Evropu“. Zakladatelé si představovali tento institut jako místo, ve kterém by budoucí lídři Evropy mohli spolu žít a studovat.
Každý ročník je pojmenován po nějakém patronovi (významném Evropanovi/Evropance) a říká se mu promoce — několik promocí bylo pojmenováno po významných osobnostech českých dějin, jako např. promoce Tomáš Garrigue Masaryk (1952–1953), promoce Comenius (1967–1968), promoce Karel IV. (1992–1993) nebo promoce Václav Havel (2012–2013).
Slavnostní otevření ročníku každý rok vede Orateur (řečník), zpravidla nějaká vyznámná politická osobnost. Tím byli v minulosti např. Angela Merkelová, Jean-Claude Juncker, Valéry Giscard d’Estaing, Juan Carlos I., Margaret Thatcherová, Petr Pavel nebo François Mitterand.
Mezi absolventy patří např.:
- Gaetano Adinolfi, bývalý zástupce Generálního tajemníka Rady Evropy
- Frans Alphons Maria Alting von Geusau, nizozemský diplomat
- Árni Páll Árnason, islandský Ministr ekonomických věcí
- Ledi Bianku, soudce Evropského soudu pro lidská práva
- Iwo Byczewski, bývalý tajemník polského Ministra zahraničních věcí, velvyslanec v Belgii
- Nick Clegg, britský politik, zástupce premiéra, lídr Liberálů
- Luc Coene, guvernér Belgické národní banky
- Karl Cox, vice-prezident Oracle Corporation
- Josef Joffe, editor a vydavatel německých novin Die Zeit
- Christian Lequesne, profesor na Sciences Po a LSE
- Sylvie Lucas, lucemburská velvyslankyně při OSN
- Manuel Marín, bývalý prezident Evropské komise
- Enzo Moavero Milanesi, italský Ministr zahraničních věcí
- Ferdinand Trauttmansdorff, rakouský velvyslanec v Praze